# Clinton (Arkansas)
Clinton is een plaats (city) in de Amerikaanse staat Arkansas, en valt bestuurlijk gezien onder Van Buren County.

## Demografie
Bij de volkstelling in 2000 werd het aantal inwoners vastgesteld op 2283. In 2006 is het aantal inwoners door het United States Census Bureau geschat op 2494, een stijging van 211 (9,2%).

## Geografie
Volgens het United States Census Bureau beslaat de plaats een oppervlakte van 30,0 km², waarvan 29,5 km² land en 0,5 km² water. Clinton ligt op ongeveer 197 m boven zeeniveau.

## Plaatsen in de nabije omgeving
De onderstaande figuur toont nabijgelegen plaatsen in een straal van 32 km rond Clinton.